# Lužany (Eslováquia)
Lužany é um município da Eslováquia, situado no distrito de Topoľčany, na região de Nitra. Tem 3,9 km² de área e sua população em 2018 foi estimada em 210 habitantes.

## Demografia
| Ano:        | 1994 | 2004   | 2014   | 2024    |
| ----------- | ---- | ------ | ------ | ------- |
| Broj ljudi: | 205  | 203    | 199    | 224     |
| Razlika:    |      | -0,97% | -1,97% | +12,56% |

| Ano:               | 2023 | 2024   |
| ------------------ | ---- | ------ |
| Número de pessoas: | 221  | 224    |
| Diferença:         |      | +1,35% |